# Microstachys heterodoxa
Microstachys heterodoxa là một loài thực vật có hoa trong họ Đại kích. Loài này được (Müll.Arg.) Esser mô tả khoa học đầu tiên năm 1998 publ. 1999.